# Anzor Amberkovics Kavazasvili
Anzor Amberkovics Kavazasvili (grúzul: ანზორ ყავაზაშვილი, oroszul: Анзор Амберкович Кавазашвили; Batumi, 1940. július 19. –) grúz labdarúgókapus, edző.
A szovjet válogatott tagjaként részt vett az 1968-as Európa-bajnokságon, illetve az 1966-os és az 1970-es világbajnokságon.

## Sikerei, díjai
Torpedo Moszkva
- Szovjet bajnok (1): 1965
- Szovjet kupa (1): 1967–68

Szpartak Moszkva
- Szovjet bajnok (1): 1969
- Szovjet kupa (1): 1971